# Đại Zimbabwe
Đại Zimbabwe là một thành phố cổ nằm trên vùng đồi miền đông-nam Zimbabwe gần hồ Mutirikwe và thị trấn Masvingo. Đây từng là thủ đô của Vương quốc Zimbabwe vào cuối thời kỳ đồ sắt của đất nước. Việc xây dựng bắt đầu từ thế kỷ 11 và tiếp tục đến thế kỷ 15. Giả thuyết khảo cổ học hiện đại được chấp nhận rộng rãi nhất là những công trình này do tổ tiên người Shona thực hiện. Đây là một thành phố đá với diện tích 7,22 kilômét vuông (1.780 mẫu Anh) mà, khi ở lúc cực thịnh, có thể là nơi ở cho 18.000 người. Nó được UNESCO công nhận là di sản thế giới.
Đại Zimbabwe có lẽ từng là cung điện hoàng gia. Một trong những đặc điểm nổi bật nhất là những bức tường, có thể cao hơn năm métcó nơi cao hơn 30 feet , được dựng lên mà không cần vữa. Thành phố sau đó bị bỏ hoang.
Đại Zimbabwe được chính phủ Zimbabwe công nhận là tượng đài quốc gia, và chính tên nước "Zimbabwe" cũng bắt nguồn từ đây. Từ đại được thêm vào thể phân biệt thành phố với hơn một trăm di tích nhỏ khác, gọi là "những zimbabwe", rải rác khắp Highveld Zimbabwe. Có chừng 200 nơi như thế ở miền nam châu Phi, như Bumbusi (cũng ở Zimbabwe) và Manyikeni (ở Mozambique); Đại Zimbabwe lớn nhất trong số này.